# Городенский детинец
Городенский детинец — деревянно-каменный детинец древнерусского Городена, нынешнего Гродно. Был расположен на высоком, треугольном в плане мысу при впадении речки Городничанки в Неман. В наше время это место известно как Старый замок. Детинец Городена, впервые упомянутого в летописи под 1128 годом, имел площадь 0,8 га и был укреплён по периметру валами. К востоку от него на месте Нового замка находился окольный город площадью 3-4 га, который был, по-видимому, также укреплён.

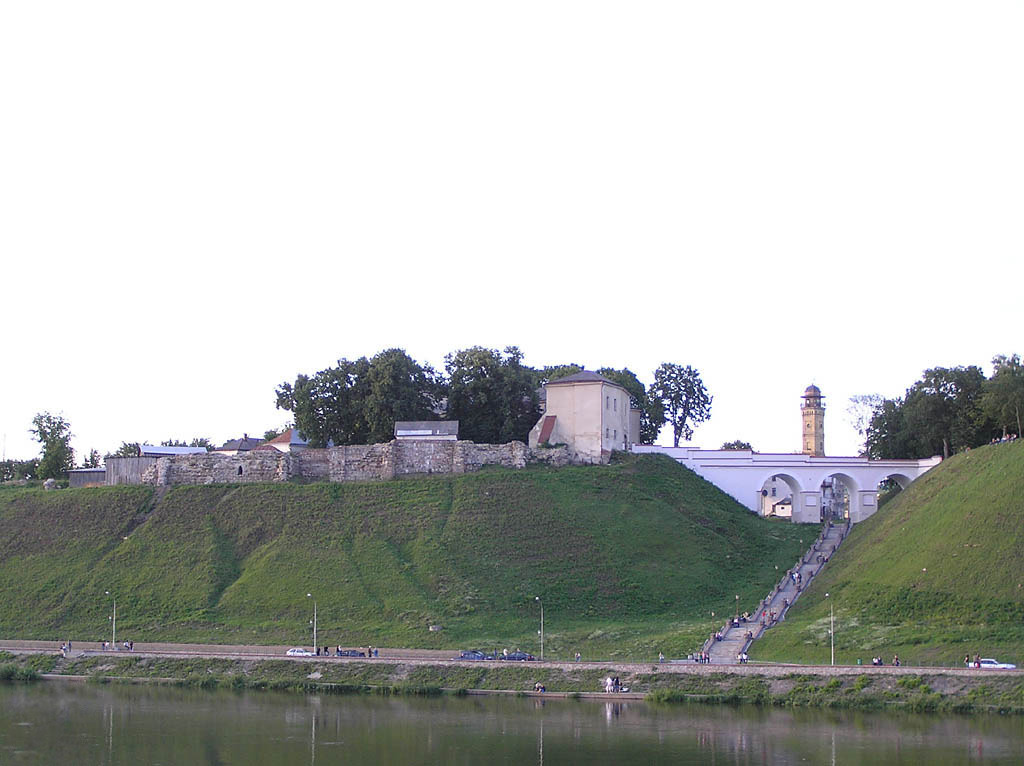
Холм Старого замка, на котором находился детинец

Согласно археологическим раскопкам, первое поселение на территории Городенского детинца датируется второй половиной XI века (по другим данным — X веком), однако первые земляные укрепления с деревянными башнями и срубами-городнями сгорели в сильном пожаре. Уже в XII веке, когда Городен стал столицей удельного княжества и княжеской резиденцией, часть укреплений была построена из кирпича (плинфы), что является довольно редким для домонгольской Руси случаем. В системе укреплений Городенского детинца во второй половине XIII века появлиась кирпичная и круглая в плане башня волынского типа, расположенная близ городских ворот и позволявшая обстреливать этот наиболее уязвимый во время штурма участок.
Археологами вскрыты наземные деревянные жилища, дворы, деревянные настилы улиц. Найдено много предметов вооружения и повседневного обихода, литейные формы, много привозных и местных высокохудожественных изделий. В центре детинца стояла трёхнефная Нижняя церковь XII века, ровесница Коложской церкви и построенная, вероятно, также зодчим Петром Милонегом.
К южной стене детинца примыкал княжеский терем, который датируется XII — началом XIII веков. Его длина составляла 9,72 м, кирпичные стены были декорированы и усилены рядами грубо обработанных камней. До нашего времени дошли фрагменты северной части терема высотой до 2,5 метров. О богатстве внутреннего убранства, помимо декоративных ниш, свидетельствует большое количество поливных керамических плиток (в том числе фигурных), найденных при раскопках. Здание могло иметь несколько этажей и керамические плитки могли относится к полу второго этажа, поскольку пол нижнего этажа был кирпичным. Не исключено, что постройку данного терема возможно связать со следующей исторической ситуацией: в XII веке Давыд Игоревич, готовясь женить своего сына, юного Всеволодко, на Агафии — дочери Владимира Мономаха, построил в Городене терем, считая, что дочь Мономаха должна иметь все те же удобства, что она имела в Киеве.
В XIII веке городенские укрепления неоднократно отражали набеги литовских князей, а также попытки завладеть городом со стороны Полоцкого княжества. Городенский детинец, согласно легенде, прекратил своё существование в 1241 году, когда его разрушили монголо-татары. Согласно другой версии, предположения о набегах литовцев, полочан и монголо-татар никак не подтверждаются историческими источниками.